# ارکیده‌های لعاب‌دار

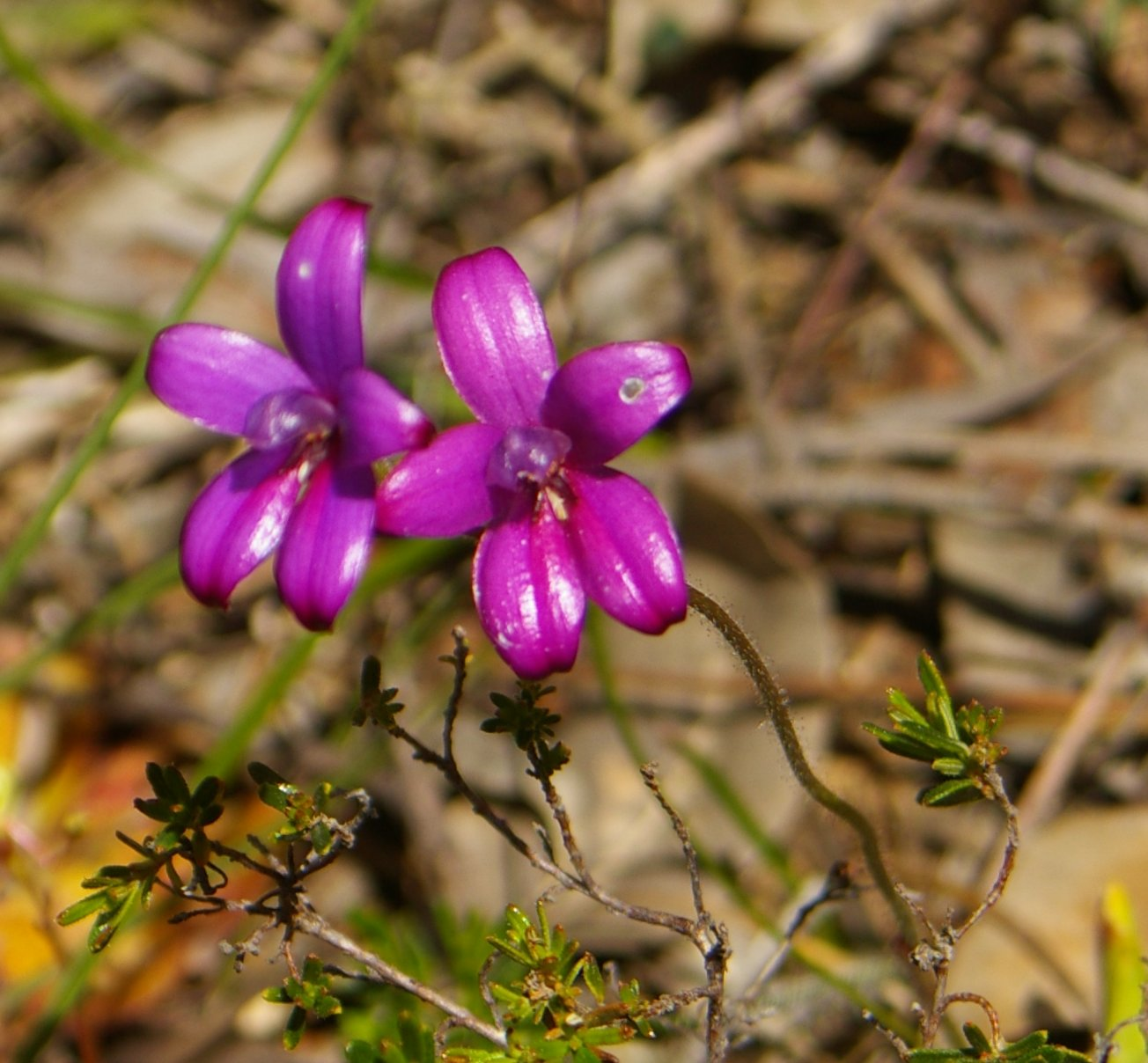
نمایی از ارکیده‌های لعاب‌دار، سرده‌ای از تیره ثعلبیان - ۲۰۰۸

ارکیده‌های لعاب‌دار (انگلیسی: Elythranthera) سرده‌ای از تیره ثعلبیان هستند.